# Iwan Wyschnegradsky

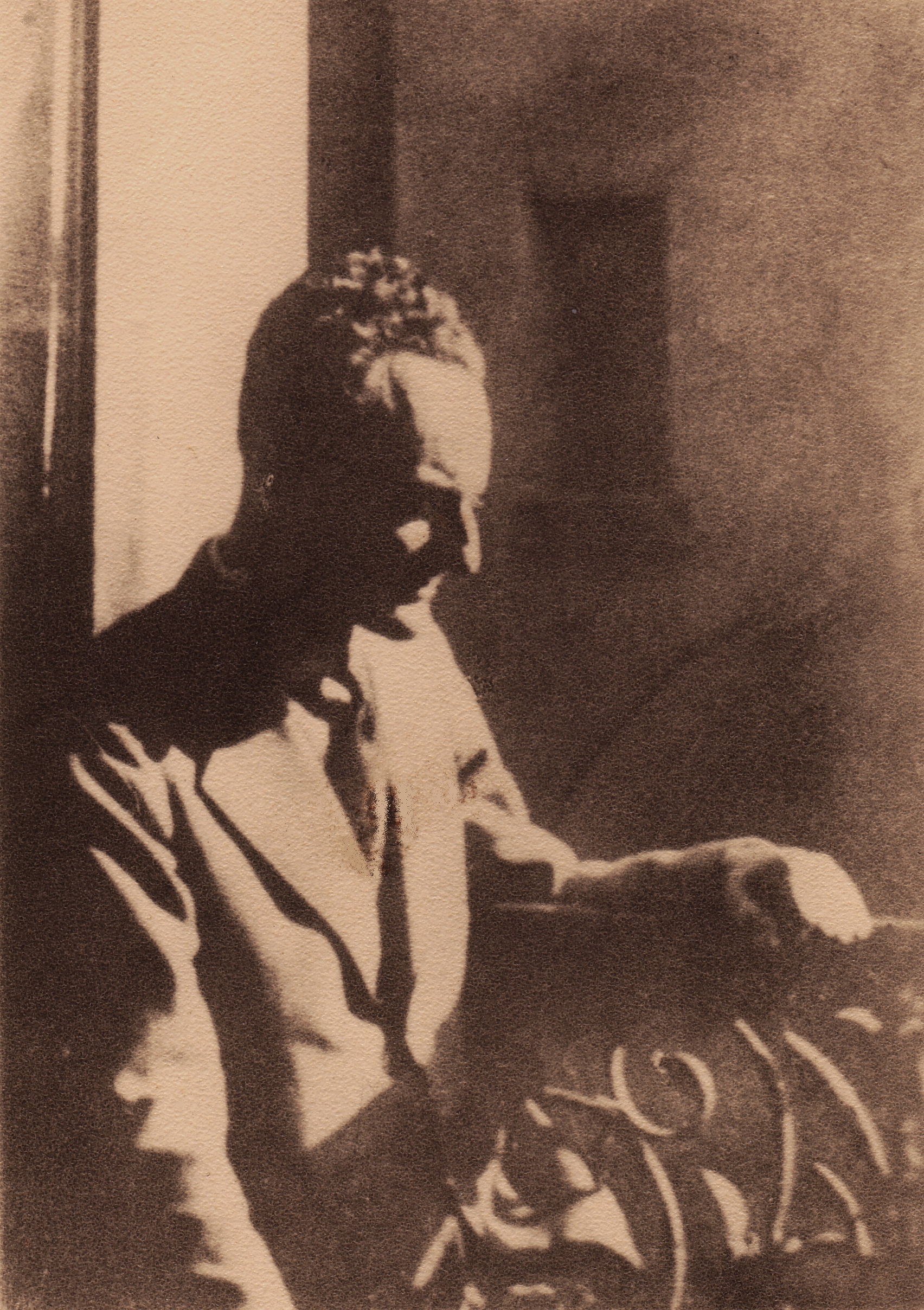
Iwan Wyschnegradsky

Iwan Aleksandrovitsj Wyschnegradsky (Russisch: Иван Александрович Вышнеградский, Ivan Aleksandrovitsj Visjnegradski) (Sint-Petersburg, 14 mei 1893 - Parijs, 29 september 1979) was een Russisch-Frans componist. Zijn eerste werken componeerde hij in de jaren 1916-1917. 